# Nowa Synagoga w Brnie
Nowa Synagoga w Brnie (czes. Nová synagoga v Brně) – nieistniejąca synagoga, która znajdowała się w Brnie w Czechach, przy ulicy Ponávka.
Synagoga została zbudowana w latach 1905–1906 według projrektu architekta Fleichera. Wykonawcą był budowniczy Zeisel. Koszt wyniósł 501 221 koron austro-węgierskich. Wewnątrz znajdowały się siedzenia dla 324 mężczyzn i 250 kobiet. Synagoga została zburzona w latach 1985–1986.

## Literatura
- Fiedler Jiří, Židovské památky v Čechách a na Moravě, Praha 1992, s. 48.